# Рики Мартин
Рики Мартин (роден Енрике Мартин Моралес, на испански: Enrique Martín Morales) е пуерторикански певец, актьор и автор, носител на Грами, считан за „кралят на латиноамериканския поп“ Той започва кариерата си на 12-годишна възраст с момчешката поп група Menudo. След пет години с групата той издава няколко самостоятелни албума на испански език през 1990-те. От самото начало на своята солова кариера през 1991 г. Рики Мартин се превръща в един от най-продаваните изпълнители на латино музика на всички времена с над 70 милиона записи по целия свят. Той също така се появява и по телевизията в Мексико, където постига скромна известност. През 1994 г. се появява в американската телевизионна сапунена опера „General Hospital“, играейки пуерторикански певец.
В началото на 1999 г., след като издава няколко албума на испански език, Рики Мартин изпълнява „The Cup of Life/La copa de la vida“ („Купата на живота“) в 41-вото годишно шоу за наградите „Грами“, което се превръща в катализатор на латино поп музиката на челните места на американската музикална сцена. След успеха си пуска „Livin' la Vida Loca“, която му помага да постигне успех в световен мащаб. Обикновено се възприема като песента, която започва латино експлозията от 1999 г. и улеснява прехода на други испаноезични изпълнители да преминат на англоезичния пазар. Първият му англоезичен албум (озаглавен „Ricky Martin“), продава 15 милиона копия и е най-продаваният му албум. Другите му студийни албуми включват: Рики Мартин (1991), Me Amaras (1993), A Medio Vivir (1995), Vuelve (1998), Sound Loaded (2000), Almas del Silencio (2003), Life (2005), Música + Alma + Sexo (2011), A Quien Quiera Escuchar (2015).

## Биография
Мартин е роден на 24 декември 1971 г. в Пуерто Рико. Има двойно гражданство, испанско и американско и започва кариерата си на 12 години в групата Menudo, съставена само от момчета.. След пет години с групата, той издава няколко солови албума на испански език през 90-те години. От началото на соловата си кариера през 1991 г. Рики Мартин е продал над 70 милиона албума, което го прави един от най-продаваните артисти на латинска музика за всички времена. Той също така участва на сцената и по телевизията в Мексико, където постига скромна слава. Има 21 хита, които са били в първата десетка на най-популярните музикални класации. Той е един от първите, които популяризират латино-музиката в световен мащаб.
След успеха си Мартин издава „Livin 'la Vida Loca“, което му помага да постигне огромен успех в световен мащаб. Тази песен обикновено се възприема като песента, която започва латино поп експлозия през 1999 г. и прави прехода по-лесен за другите испаноезични артисти да се преместят на англоговорещия пазар. Първият му албум на английски език (озаглавен „Рики Мартин“) продава 15 милиона копия и това е най-продаваният му албум.
През 2017 г. играе ролята на Антонио Д'Амико в „Американска криминална история: Убийството на Джани Версаче“. На следващата година е номиниран за награда Еми в категория „Най-добър поддържащ актьор в телевизионен минисериал или филм“.

### Благотворителна дейност
Рики Мартин е основател на Fundación Ricky Martin („Фонд на Рики Мартин“), нетърговска организация, призвана да работи за благополучието на децата по целия свят. Сред събитията, организирани от фонда, е летен лагер за бедни, като Рики лично участва в организацията и общува с децата. Фондът също си сътрудничи тясно с UNICEF.
Мартин е удостоен с честта да получи много награди за благотворителната си дейност, включително: Награда за лидерство в благотворителността, награда „Дух на надеждата“ (Billboard), ALMA Award, GLAAD Media Award (Награда за авангардизъм), Международна хуманитарна награда за работа в Международния център за изчезнали безследно и експлоатирани деца, Испанска благодарност за помощ чрез фонда Sabera в спасяването на три сирийски момичета-сирачета от улиците на Калкута.
Мартин сътрудничи на Международната организация за миграция в кампанията Llama y Vive, целяща предотвратяване на търговия с хора и деца. За работата му против търговията с роби Държавният департамент на САЩ обявява Мартин за един от своите „Герои в прекратяването на съвременното робство“ през 2005 г.
След урагана „Мария“ в Пуерто Рико през 2017 г. фондът на Рики помага на пострадалите и възстановява сгради, разрушени от стихията.
По време на пандемията COVID-19 Мартин организира кампания в помощ на медицинските работници чрез нетърговската организация Project Hope.

## Личен живот
След успеха на първия му английски албум през 1999 г., той е подложен на атаки за своята сексуална ориентация. През август 2008 г. става баща на две момчета-близнаци, износени от сурогатна майка. На 16 октомври 2007 г. получава звезда на Алея на славата. Мартин става вегетарианец през март 2013 г.
След години медийна спекулация, Рики Мартин разкрива своята хомосексуалност на 29 март 2010 г. От април 2016 г. Мартин се среща с шведско-сирийския художник Джуан Йосеф. През ноември същата година по време на шоу на Елън Дедженеръс те обявяват, че са сгодени. През януари 2018 г. Мартин обявява, че той и Йосеф официално са сключили брак. На 31 декември 2018 г. Мартин и Йосеф чрез „Инстаграм“ обявяват, че им се е родила дъщеря, Лусия Мартин-Йосеф чрез сурогатно майчинство. През септември 2019 г. Рики обявява, че очакват четвъртото си дете. На 29 октомври 2019 г. той споделя снимка на себе си, Йосеф и техния новороден син, Рен Мартин-Йосеф. През юли 2023 г. Мартин и Йосеф обявяват, че са се разделили и се развеждат след шест години брак.

## Дискография

### Студийни албуми
- 1991: Ricky Martin
- 1993: Me Amaras
- 1995: A Medio Vivir
- 1998: Vuelve
- 1999: Ricky Martin
- 2000: Sound Loaded
- 2003: Almas del Silencio
- 2005: Life
- 2011: Música + Alma + Sexo
- 2015: A Quien Quiera Escuchar

### Компилации
- 2000: Hit Collection 2000
- 2001: La Historia
- 2001: The Best of Ricky Martin
- 2008: Mis Favoritas Grandes Éxitos
- 2008: 17
- 2011: Greatest Hits
- 2012: Colección Frente a Frente
- 2012: Playlist: The Very Best of Ricky Martin
- 2013: Greatest Hits: Souvenir Edition
- 2018: Esencial

### Live албуми
- 2006: MTV Unplugged
- 2007: Live Black & White Tour

### EP албуми
- 2020: Pausa

### Видео албуми
- 1999: The Video Collection
- 1999: One Night Only
- 2001: Europa: European Tour
- 2001: La Historia
- 2006: MTV Unplugged
- 2007: Live Black & White Tour
- 2008: 17

### Сингли
- 1991: Fuego Contra Fuego
- 1992: El Amor De Mi Vida
- 1992: Vuelo
- 1992: Dime Que Me Quieres
- 1992: Susana
- 1992: Juego De Ajedrez
- 1992: Ser Feliz
- 1993: Me Amarás
- 1993: Que Día Es Hoy
- 1994: Entre El Amor Y Los Halagos
- 1994: No Me Pidas Más
- 1995: Te Extraño, Te Olvido, Te Amo* 1995: María
- 1996: A Medio Vivir
- 1996: Fuego De Noche, Nieve De Día
- 1996: Cómo Decirte Adiós
- 1996: Bombón De Azúcar
- 1997: Volverás
- 1997: Nada Es Imposible
- 1997: Dónde Estarás
- 1997: Corazón
- 1997: No Importa La Distancia
- 1998: Vuelve
- 1998: The Cup of Life/La copa de la vida
- 1998: La Bomba
- 1998: Perdido Sin Ti
- 1998: Por Arriba, Por Abajo
- 1999: Corazonado
- 1999: Livin' La Vida Loca
- 1999: She's All I Ever Had/Bella
- 1999: Shake Your Bon-Bon
- 2000: Private Emotion
- 2000: She Bangs
- 2001: Nobody Wants To Be Lonely
- 2001: Loaded
- 2001: Amor
- 2002: Come To Me
- 2003: Tal Vez
- 2003: Jaleo
- 2003: Asignatura Pendiente
- 2003: Juramento
- 2003: Y Todo Queda En Nada
- 2005: I Don't Care
- 2005: Drop It On Me
- 2006: It's Alright
- 2006: Tu Recuerdo
- 2006: Pégate
- 2007: Gracias Por Pensar En Mí
- 2007: Con Tu Nombre
- 2007: Somos La Semilla
- 2010: The Best Thing About Me Is You
- 2011: Shine
- 2011: Más
- 2011: Frío
- 2011: Samba
- 2013: Come With Me
- 2014: Vida
- 2014: Adiós
- 2015: Disparo al Corazón
- 2015: Mr. Put It Down
- 2015: La Mordidita
- 2016: Perdóname
- 2016: Vente Pa' Ca
- 2018: Fiebre
- 2019: Cántalo
- 2020: Tiburones
- 2021: Qué Rico Fuera

## Турнета
- 1992: Ricky Martin Tour
- 1993 – 1994: Me Amaras Tour
- 1995 – 1997: A Medio Vivir Tour
- 1998: Vuelve World Tour
- 1999 – 2000: Livin' la Vida Loca Tour
- 2005 – 2006: One Night Only with Ricky Martin
- 2007: Black and White Tour
- 2011: Música + Alma + Sexo World Tour
- 2013 – 2014: 2013 Australian Tour
- 2014: Ricky Martin Live in Mexico
- 2015 – 2018: One World Tour
- 2017 – 2018: All In
- 2018 – 2019: Ricky Martin en Concierto
- 2020: Movimiento Tour
- 2021: Enrique Iglesias and Ricky Martin Live in Concert